# Pavel di Kolomna
Pavel di Kolomna (Russo: Павел Коломенский) (... – Lago Onega, 16 aprile 1656) è stato un vescovo ortodosso russo.
Vescovo della città di Kolomna, è venerato come santo dalla comunità dei Vecchi Credenti.

## Biografia
Figlio di un prete di campagna dell'Oblast' di Nižnij Novgorod, prese i voti monastici nel monastero di Makar'ev, di cui divenne tesoriere nel 1636. Alla fine degli anni '40 del XVII secolo entrò in contatto, pur non facendovi parte, con un circolo religioso moscovita, denominato gli Zelatori della Pietà che vedeva tra i propri membri l'arciprete Avvakum, Ivan Neronov, Stefan Vonifat'ev, Fëdor Rtiščev e, quando ancora ricopriva la carica di Arcivescovo di Novgorod, Nikon, il futuro Patriarca.
Nel 1651 Pavel assurse alla carica di igumeno nel monastero di Borovsk e nel 1652 fu nei ranghi dei venti papabili per il soglio moscovita. Gli fu tuttavia preferito Nikon, la cui candidatura fu appoggiata dallo stesso zar Alessio, che nello stesso anno lo nominò Arcivescovo di Kolomna. Nel 1653 iniziarono le repressioni contro gli oppositori della riforma di Nikon e nel 1654 il Patriarca, per legittimare le sue azioni, riunì un sobor di cui chiamò a far parte lo stesso Pavel.
Durante tale concilio Pavel invocò il ritorno ai "vecchi libri" lanciando un anatema contro tutti coloro che avessero continuato a sostenere la riforma. Tale invocazione segnò la sua rovina: iniziarono infatti le persecuzioni contro la sua persona da parte dei sostenitori di Nikon, gli furono confiscati i beni, fu privato dal concilio stesso della cattedra vescovile e fu esiliato nel monastero Paleostrovsky. Le fonti dei Vecchi Credenti sostengono che Pavel riuscì a riunire un concilio degli aderenti all'antico Credo presso un luogo di culto poco distante dal luogo del suo soggiorno.
Nel 1656 Pavel fu sottoposto a stretta sorveglianza nel monastero di Khutyn. Le fonti dei Vecchi Credenti raccontano che lì Pavel decise di intraprendere il cammino ascetico della Stoltezza in Cristo, cammino percorso da coloro i quali, seguendo la lettera evangelica (Prima lettera ai Corinti 1:18-24, 2:14, 3:18-19) vivevano di carità simulando pazzia, disprezzando il proprio corpo e credendo in tal modo di prendere parte alla Passione di Gesù. Rappresenta l'unico esempio conosciuto di Vescovo diventato Stolto in Cristo.
Venendo forse a conoscenza di tale scelta (gli Jurodivyj godevano da parte del popolo russo di una considerazione vicina alla santità) o forse per mero calcolo politico Nikon organizzò il suo assassinio. Il 16 aprile 1656 il Vescovo Pavel di Kolomna fu bruciato sul rogo; il concilio moscovita del 1666-1667, oltre a destituire Nikon da ogni carica ecclesiastica, lo ritenne colpevole per la morte di Pavel, riconoscendolo inoltre responsabile dei continui e ripetuti soprusi sofferti da quest'ultimo negli ultimi anni della propria vita.

## Fonti
- (RU)  Сказание о страдании и скончании священномученика Павла, епископа Коломенского
- (RU)  Календарь Древлеправославной Поморской Церкви на 2006 год. Издание Единого Совета Древлеправославной Поморской Церкви.